# Arthur D. Lewis
Arthur D. Lewis (geboren am 13. September 1918 in Greenville (Texas); gestorben am 12. Januar 2008 in Silver Spring) war ein amerikanischer Manager im Verkehrswesen.

## Leben
Arthur D. Lewis wuchs in Austin auf. Er studierte von 1935 bis 1941 an der University of Texas. Ein Bachelor- oder Master-Abschluss in Ökonomie oder Betriebswirtschaft wurde ihm nicht verliehen. Später besuchte er ein Management-Programm an der Harvard University.
Am 1. August 1941 begann er eine Tätigkeit bei American Airlines in der Planungsabteilung. Während des Zweiten Weltkrieges arbeitete er ab Mai 1944 als Zivilist beim Air Transport Command in Washington. Nach dem Krieg wechselte er wieder zur American Airlines und stieg im Management der Fluggesellschaft auf.
Am 16. Februar 1955 übernahm er die fast bankrotte Hawaiian Airlines und leitete sie bis zum 31. Dezember 1963. Es gelang ihm, den Konkurs abzuwenden und die Fluggesellschaft wieder profitabel zu machen. Zum 1. Februar 1964 wechselte er zur ebenfalls defizitären Eastern Air Lines und war von 1966 bis zum 28. Februar 1969 deren Präsident und Chief Executive Officer. Wieder gelang es ihm, dass Unternehmen aus den roten Zahlen zu führen. Während dieser Zeit wurden die Flugrouten auf die Bahamas und nach Seattle eingeführt.
Danach arbeitete er ab dem 1. Juli 1969 bis zum 30. Juni 1973 als Chairman und CEO für das Investment-Banking-Unternehmen F. S. Smithers & Co. Inc. 1970 war er einer der von Präsident Richard Nixon beauftragten „Gründer“ der staatlichen Bahngesellschaft Amtrak. Im Mai 1974 wurde er Chairman und Chief Executive Officer der United States Railway Association, der staatlichen Organisation zur Rettung des Schienenverkehrs im Nordosten der Vereinigten Staaten. In dieser Funktion wurde er im Dezember 1974 auch Chairman von Conrail. Im Juni 1977 beendete er seine Tätigkeit bei der USRA und wechselte zur Vereinigung der Busindustrie American Bus Association, die er mehrere Jahre leitete.
Nach seinem offiziellen Eintritt in den Ruhestand 1982 gründete die Mid Pacific Air Corporation, die Muttergesellschaft einer Inselfluggesellschaft auf Hawaii. 1990 gründete er USAfrica Airways. Diese Fluggesellschaft bot ab Mitte der 1990er Jahre Flüge von Dulles nach Südafrika an.
Arthur D. Lewis war verheiratet und hatte zwei Kinder.

## Veröffentlichungen
- Frederick, John H., Lewis, Arthur D.: History of Air Express. In: Journal of Air Law and Commerce. Band 12, Nr. 3, 1941 (smu.edu [abgerufen am 8. Februar 2018]).